# NGC 1917
NGC 1917 est un amas ouvert situé dans la constellation de la Dorade. Cet amas est situé dans le Grand Nuage de Magellan. Il a été découvert par l'astronome écossais James Dunlop en 1826.

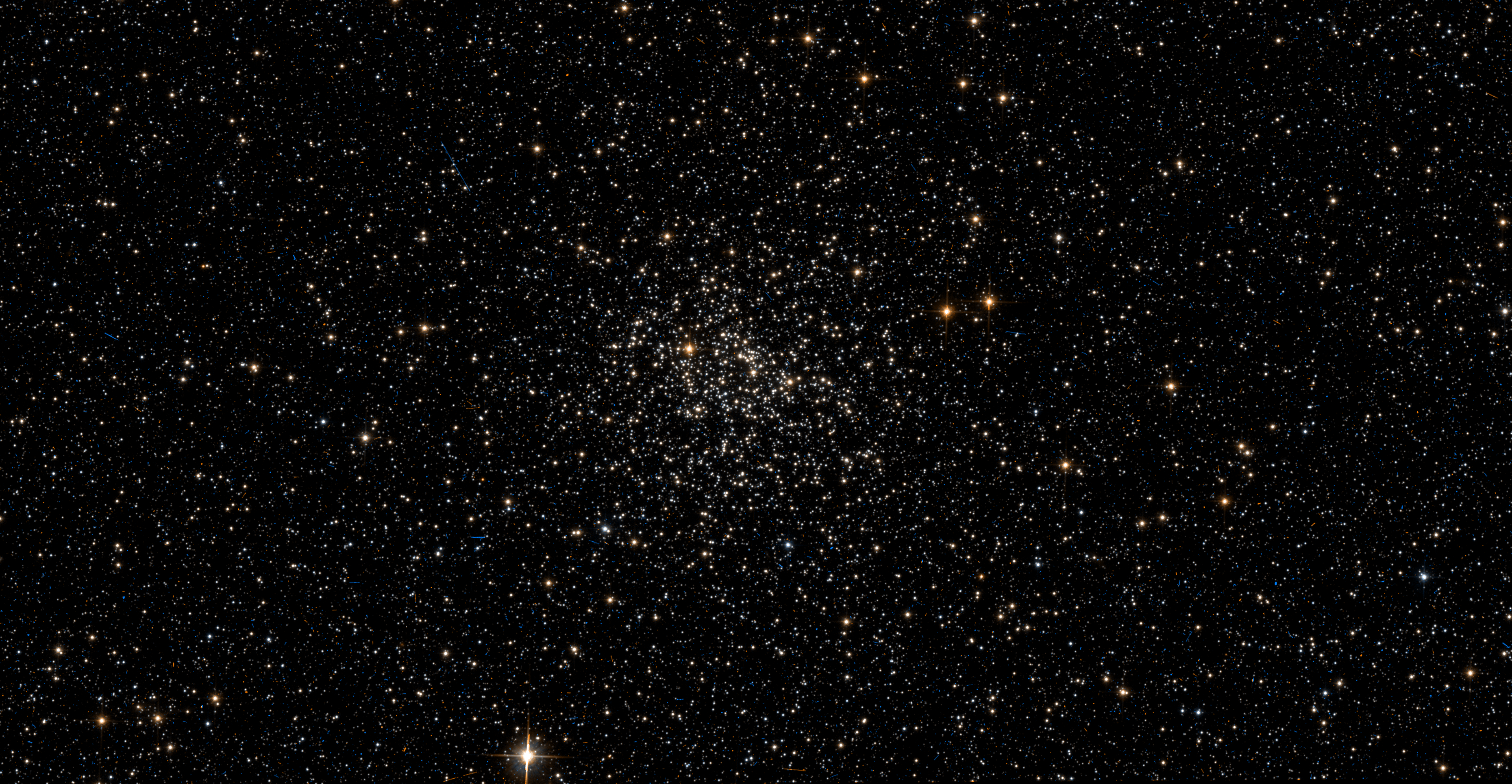
lNGC 1917 par le télescope spatial Hubble.

À ce jour, une mesure non basée sur le décalage vers le rouge (redshift) donne une distance d'environ 0,050 Mpc (∼163 000 al). Cette valeur est légèrement à l'extérieur des valeurs de la distance de Hubble.